# Kamienica Pod Złotą Marią we Wrocławiu
Kamienica Pod Złotą Marią (j. niem. Goldene Marie) – kamienica na rogu ulicy Kurzy Targ, jednej z dziesięciu odchodzących ulic od Rynku, od jej wschodniej strony i ulicy Szewskiej.

## Historia i architektura kamienicy

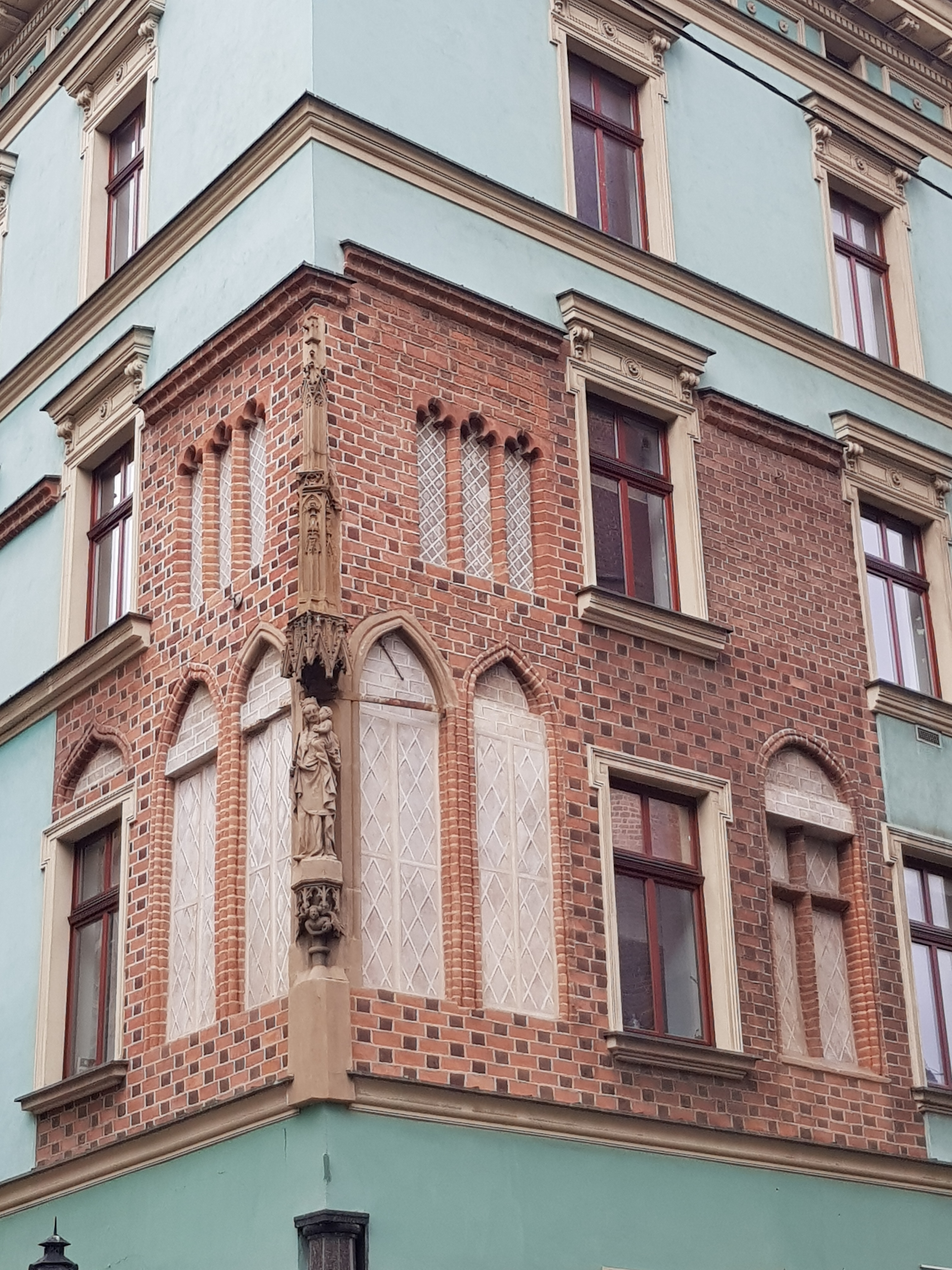
Figura Matki Boskiej z Dzieciątkiem i zachowane późnogotyckie detale architektoniczne

Kamienica została wzniesiona w drugiej połowie XIV wieku, na działce o wymiarach 14,4 m na 25 metrów. Był to wówczas trzykondygnacyjny budynek z piwnicą oraz z szachulcowym skrzydłem oficyny. Pod koniec XV lub na początku XVI wieku budynek został przebudowany i dobudowano wówczas skrzydło północne. W przejściu na dziedziniec od strony ulicy Szewskiej umieszczono dwuramienny późnogotycki portal. Kolejna przebudowa nadała kamienicy szczyt od strony południowej (ul. Kurzy Targ) a ostateczny neorenesansowy wygląd fasady nadano po 1886 roku. Jego wykonawcą był mistrz murarski Otton Fiebiger. Powstał wówczas czterokondygnacyjny budynek o układzie trzyosiowym od strony ulicy Kurzy Targ i siedmioosiowym od strony elewacji wschodniej. Kondygnacje zostały zaznaczone gzymsami podokiennymi, prostokątne okna otrzymały tynkowane obramienia. W narożniku budynku na pierwszym piętrze zachowano figurkę Marii z Dzieciątkiem, z konsolą i sterczynowym baldachimem, umieszczoną tam już pod koniec XIV wieku. 

## Po II wojnie światowej
Działania wojenne nie zniszczyły kamienicy. W jej murach mieścił się zakład stolarski, a następnie przez kilka dekad Składnica Harcerska „Skrzat”. W 2001 roku dokonano poważnych prac remontowo-rekonstrukcyjnych. Zostały odkryte gotyckie elementy fasady: na wysokości trzeciej kondygnacji odsłonięto potrójne wnęki okienne zwieńczone trójliśćmi, a na I piętrze wnęki okienne zwieńczone ostrołucznie łukiem płomienistym, częściowo ślepe, a częściowo wypełnione prostokątnymi czterodzielnymi oknami o profilowanych ceglanych maswerkach. We wnękach odkryto pozostałości dwubarwnych polichromii w formie kwadratu lub (na II piętrze) naśladujących rombowego szklenia okien. W górnej części fasady odsłonięto pozostałości ceglanego gotyckiego gzymsu.